# Catia Dottori
Catia Dottori, indicata anche come Katia (...), è una costumista italiana, vincitrice del Nastro d'argento e del Ciak d'oro.

## Biografia
Debutta nel 1980 collaborando con Lamberto Bava.

## Filmografia

### Cinema
- Macabro, regia di Lamberto Bava (1980)
- La maschera del demonio, regia di Lamberto Bava (1989)
- Ultrà, regia di Ricky Tognazzi (1991)
- Nessuno mi crede, regia di Anna Carlucci (1992)
- La scorta, regia di Ricky Tognazzi (1993)
- La grande quercia, regia di Paolo Bianchini (1997)
- La donna lupo, regia di Aurelio Grimaldi (1999)
- La via degli angeli, regia di Pupi Avati (1999)
- Le fate ignoranti, regia di Ferzan Özpetek (2001)
- La casa dell'angelo, regia di Giuliana Gamba (2002)
- La finestra di fronte, regia di Ferzan Özpetek (2003)
- La volpe a tre zampe, regia di Sandro Dionisio (2004)
- Ma quando arrivano le ragazze?, regia di Pupi Avati (2005)
- Cuore sacro, regia di Ferzan Özpetek (2005)
- Tutte le donne della mia vita, regia di Simona Izzo (2007)
- Hotel Meina, regia di Carlo Lizzani (2007)
- Sleepless, regia di Maddalena De Panfilis (2009)
- 20 sigarette, regia di Aureliano Amadei (2010)
- Il cuore grande delle ragazze, regia di Pupi Avati (2011)
- La pazza gioia, regia di Paolo Virzì (2016)
- In viaggio con Adele, regia di Paolo Capitani (2018)
- Notti magiche, regia di Paolo Virzì (2018)
- Cosa fai a Capodanno?, regia di Filippo Bologna (2018)
- Un'avventura, regia di Marco Danieli (2019)
- Non odiare, regia di Mauro Mancini (2020)
- Educazione fisica, regia di Stefano Cipani (2022)
- Improvvisamente Natale, regia di Francesco Patierno (2022)
- Improvvisamente a Natale mi sposo, regia di Francesco Patierno (2023)

### Televisione
- Mille bolle blu, regia di Leone Pompucci (1993)
- Il padre di mia figlia, regia di Livia Giampalmo (1997)
- L'impero, regia di Lamberto Bava (2001)
- Un matrimonio, regia di Pupi Avati (2013-2014)

## Premi e riconoscimenti
- David di Donatello
  - 2005 – Candidatura a migliori costumi per Cuore sacro
  - 2008 – Candidatura a migliori costumi per Hotel Meina
  - 2017 – Candidatura a migliori costumi per La pazza gioia

- Nastro d'argento
  - 2008 - Candidatura ai Migliori costumi per Hotel Meina
  - 2012 - Candidatura ai migliori costumi per Il cuore grande delle ragazze
  - 2016 - Migliori costumi per La pazza gioia

- Ciak d'oro
  - 1994 – Candidatura ai migliori costumi per Mille bolle blu
  - 2000 – Candidatura ai migliori costumi per La via degli angeli
  - 2005 – Candidatura ai migliori costumi per Ma quando arrivano le ragazze?
  - 2012 – Candidatura ai migliori costumi per Il cuore grande delle ragazze
  - 2017 – Migliori costumi per La pazza gioia